# Andrew Mitchell

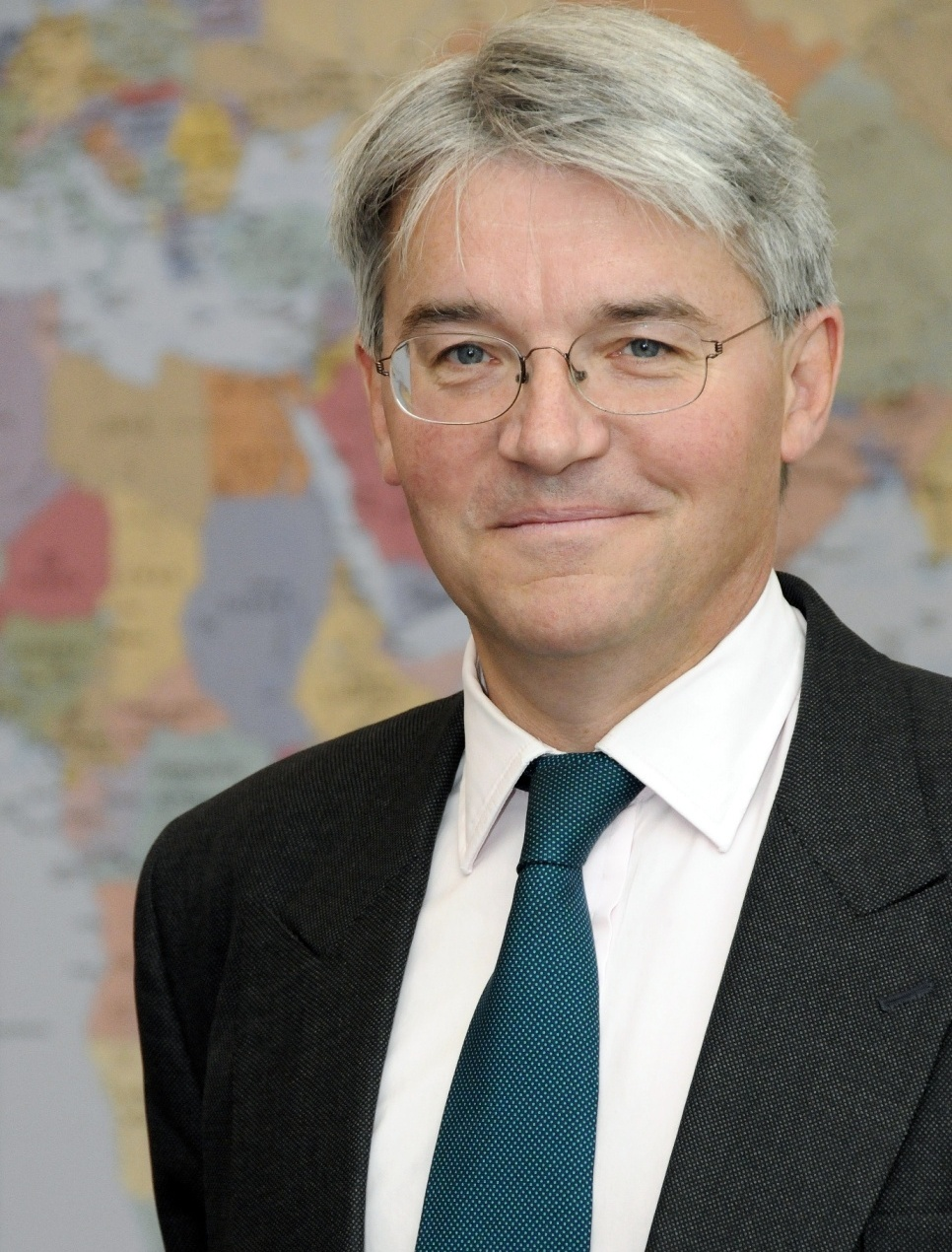
Andrew Mitchell

Andrew Mitchell, född 23 mars 1956 i Hampstead, London, är en brittisk konservativ politiker. Han var Storbritanniens biståndsminister i regeringen Cameron från maj 2010 till september 2012, och därefter en kort period underhusets Chief Whip och Parliamentary Secretary to the Treasury (medlem i kabinettet). Han avgick från regeringen efter en händelse där han förolämpat poliser vid Downing Street.
Han representerade valkretsen Gedling i brittiska underhuset mellan 1987 och 1997. Sedan 2001 representerar han valkretsen Sutton Coldfield. Han är son till David Mitchell.